# Delegado (fútbol)
En las competiciones de fútbol cada equipo ha de presentar un delegado, que en el caso del equipo local se denomina delegado de campo.

## Delegado de equipo
Tanto el club local como el visitante, deberán nombrar un delegado debidamente acreditado por la Federación. que será el representante del equipo fuera del terreno de juego y a quien le corresponderán, entre otras, las siguientes funciones:
1. Instruir a sus jugadores para que actúen antes, durante, y después del partido con la máxima deportividad y corrección.
2. Identificarse ante el árbitro y presentar las licencias numeradas de los jugadores que van actuar, las de los suplentes de estos, y las licencias de los que ocuparan plaza de banquillo, de acuerdo con el Art 120 (técnicos, auxiliares).
3. Firmar con carácter previo al comienzo del mismo el acta del partido ratificando que los intervinientes son los que corresponden tanto en los datos personales como en los números de los dorsales. Si alguno de los delegados se negara a ello deberá expresar las razones que el árbitro deberá constar en el acta, incurriendo aquel en las responsabilidades a que diera lugar.
4. Poner en conocimiento del árbitro cualquier incidencia que se ha producido antes, durante o después del mismo.
5. Las funciones del delegado de equipo serán asumidas a falta del mismo por el delegado del campo o el capitán del equipo representativo.

## Delegado de campo
El equipo titular, o con la condición de equipo local, designará para cada partido un delegado de campo a quien corresponderán las obligaciones siguientes:
1. Ponerse a disposición del árbitro y cumplir las instrucciones que le comunique antes, durante o al final del partido.
2. Ofrecer su colaboración al equipo visitante.
3. Impedir que, entre las bandas que limitan el terreno y la valla que lo separa del público se sitúen otras personas que no sean las autorizadas.
4. No permitir que salgan al terreno de juego los equipos, hasta que el mismo se halle completamente despejado.
5. Evitar que tengan acceso a los vestuarios personas distintas de las expresadas en el artículo precedente y, en especial, al del árbitro, salvo que este lo autorice, quienes no sean federativos y a los solos efectos de firmar el acta, los entrenadores y capitanes.
6. Procurar que el público no se sitúe junto al paso destinado a los árbitros, futbolistas, entrenadores y auxiliares, o ante los vestuarios.
7. Acudir pronto con el árbitro, al vestuario de este a la terminación de los periodos de juego y acompañarle, igualmente, desde el campo hasta donde sea aconsejable, para su protección, cuando se produzcan incidentes o la actitud del público haga presumir la posibilidad de que ocurran.
8. Solicitar la protección de la fuerza pública a requerimiento del árbitro o por iniciativa propia, si las circunstancias así lo aconsejasen.